# Clarksville (Texas)
Clarksville település az Amerikai Egyesült Államok Texas államában, Red River megyében, melynek megyeszékhelye is. Lakosainak száma 2857 fő (2020. április 1.).

## Népesség
A település népességének változása:

| 2010 | 3 285 |
| 2020 | 2 857 |